# التخدير المتوازن
التخدير المتوازن أو التخدير متعدد الوسائط، تقنية تُستخدم لبدء التخدير والمحافظة عليه لدى المرضى الخاضعين للجراحة أو الإجراءات الطبية الأخرى. تُستخدم في هذه الطريقة مجموعة من أدوية التخدير والأدوية والتقنيات الأخرى، تستهدف جوانب مختلفة من وظيفة الجهاز العصبي انتقائيًا، من أجل تخصيص التخدير بما يناسب المريض والإجراء المطلوب.
يُقيم طبيب التخدير أو الطبيب البيطري عوامل مختلفة متعلقة بالمريض قبل تحديد طريقة التخدير. تشمل هذه العوامل وظيفة العضو المستهدف، والحالة الصحية العامة، والقدرة على المُعاوضة (القدرة على تأدية الوظيفة على الرغم من محرضات الشدة). في التخدير المتوازن، تُستخدم الأدوية المناسبة معًا وبمستويات مُعايرة على نحو دقيق.
قُدم مفهوم التخدير المتوازن من قبل جون سيلاس لندي في 1926، وأصبح أسلوب التخدير السائد في الممارسة الطبية الحديثة منذ ذلك الحين.

## الأساس المنطقي
الأهداف الرئيسية المرجوة من التخدير المتوازن إحداث غياب الوعي والتسكين والإرخاء العضلي والكبح المؤقت للمنعكسات. يكون تحقيق الشلل العضلي ضروريًا في بعض العمليات الجراحية. يمكن أن يتطلب الإجراء الجراحي إحداث تثبيط لمستقبلات الألم (استجابة الجهاز العصبي الإعاشي للمحفزات المؤلمة وتحريض استجابة قلبية ودورانية حتى في غياب الوعي). يمكن أن يكون إحداث النساوة من خلال الوصول إلى حالة من تغير الوعي كافيًا أو حتى مفضلًا على غياب الوعي التام. يجب الحفاظ على الاستقرار الفيزيولوجي للمريض في أثناء تحقيق أهداف التخدير.
يُستخدم التخدير المتوازن في مجموعة من الإجراءات الجراحية لتحسين سلامة المريض وراحته. يُستخدم على نحو كبير في الجراحات البطنية الكبرى، مثل جراحة استئصال الأمعاء وجراحة الكبد والمجازات المَعدية، إذ يلزم في هذه العمليات إحداث تخدير عميق وإرخاء عضلي. في الجراحات القلبية، يوفر التخدير المتوازن تحكمًا دقيقًا في معدل نبض القلب وضغط الدم، وهو ما يُعد ضروريًا في هذه العمليات الدقيقة. في الجراحات العظمية، مثل جراحات تبديل مفصلي الركبة والورك، يُستخدم التخدير المتوازن لتحسين الإرخاء العضلي وتسكين الألم. توظف الجراحات النسائية مثل جراحة استئصال الرحم والجراحات التنظيرية التخدير المتوازن من أجل ضمان استقرار المريضة وراحتها خلال العملية.

## العوامل الحركية الدوائية
يشمل نطاق الديناميكية الدوائية التأثيرات التي يسببها الدواء في الجسم. بينما تشمل الحركية الدوائية للعامل الدوائي توزع الدواء في الجسم وتركيزه في الأنسجة والدم والبلازما وطرحه من الجسم.
بخلاف التخدير باستخدام عامل واحد، الذي يؤدي إلى تأثيرات جانبية سلبية بسبب الحاجة إلى جرعات أعلى، يسمح التخدير المتوازن بتحقيق الأهداف التخديرية باستخدام جرعات أقل من عوامل متعددة. تقلل هذه الاستراتيجية من المخاطر المحتملة، إذ تسمح لطبيب التخدير بالحصول على التأثيرات التخديرية من خلال التحكم فرديًا بالعوامل المستخدمة وجرعاتها. يمكن التحكم بالديناميكية الدوائية لكل عقار مستخدم، أي التحكم بتأثيراته في الجسم، بينما تؤدي الحركيات الدوائية، أي توزع الدواء في الجسم وطرحه، دورًا حاسمًا في تعزيز التأثير التخديري.
يمكن إعطاء العامل التخديري القابل للحقن بواسطة التسريب ثابت المعدل، وهو جزء من تقنيات التخدير المتوازن، ويمكن إعطاؤه على شكل جرعة واحدة متقطعة أو حقنة واحدة. يجب أن يبقى التركيز ثابتًا طوال الوقت. يمكن تحقيق التأثيرات الديناميكية والتركيز المتوقع لدواء معين من خلال التسريب ثابت المعدل.